# Kazimierz Auleytner

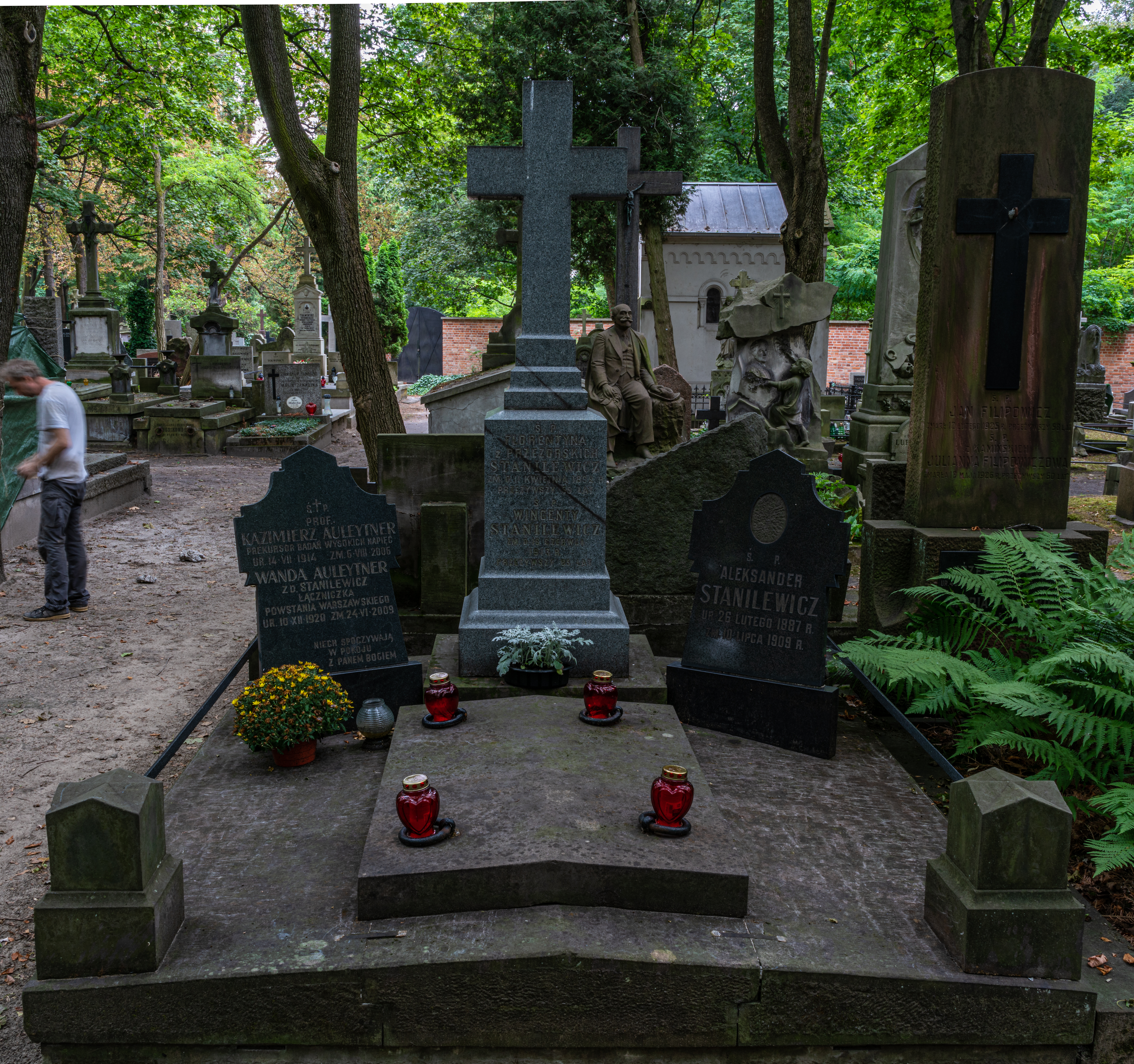
Grób prof. Kazimierza Auleytnera na cmentarzu Powązkowskim w Warszawie

Kazimierz Bonawentura Auleytner (ur. 14 lipca 1914 w Chlewiskach, zm. 6 sierpnia 2006) – profesor nauk technicznych, inżynier elektryk.

## Życiorys
Ukończył w roku 1939 studia na Politechnice Warszawskiej, uzyskując dyplom mgr. inż. elektryka.
W czasie wojny, w 1941 roku został zatrudniony w Fabryce Aparatów Elektrycznych K. Szpotańskiego Warszawa-Międzylesie na stanowisku kierownika laboratorium konstrukcji technicznych, na którym pracował do 1949 roku. W latach 1949–1958 pełnił obowiązki kierownika laboratorium wysokich napięć wnosząc znaczący wkład w jego zorganizowanie. Jednocześnie w roku 1949 rozpoczął pracę na Politechnice Warszawskiej na Wydziale Elektrycznym kolejno na stanowiskach starszego wykładowcy, starszego asystenta, adiunkta, docenta. Stopień naukowy doktora habilitowanego uzyskał na Wydziale Elektrycznym w 1970 roku. W latach 1976–1989 pracował w Politechnice Lubelskiej na Wydziale Elektrycznym, gdzie w roku 1979 otrzymał tytuł profesora nadzwyczajnego. W latach 1984–1989 pełnił obowiązki Kierownika Katedry Elektroenergetyki PL.
Był mężem Wandy z d. Stanilewicz (1920–2009), łączniczki w powstaniu warszawskim. 
Zmarł 6 sierpnia 2006 roku, pochowany na cmentarzu Powązkowskim w Warszawie (kwatera 183-4-1).

## Działalność naukowa
Jego działalność naukowa i dydaktyczna obejmuje szeroki zakres zagadnień dotyczących maszyn i aparatów elektrycznych jak również techniki wysokich napięć. Jest autorem czterech patentów. 
Był opiekunem kilkunastu prac dyplomowych oraz promotorem dwóch prac doktorskich. Jest autorem między innymi dwóch skryptów, jednego podręcznika oraz współautorem słownika terminologicznego elektryki. Wielokrotnie brał udział w konferencjach naukowo-badawczych w kraju i za granicą. 

## Ordery i odznaczenia
- Krzyż Kawalerski Orderu Odrodzenia Polski (1980)
- Złoty Krzyż Zasługi
- Srebrny Krzyż Zasługi

Źródło:.

## Nagrody
- Nagroda Państwowa - czterokrotnie, w tym:
  - III stopnia (zespołowa) za opracowanie pełnej dokumentacji technologii oraz uruchomienie seryjnej produkcji odgromników zaworowych dla napięć od 0,5 do 30 kilowoltów (1952)[4]
  - III stopnia (zespołowa) za opracowanie nowej oryginalnej konstrukcji odgromników zaworowych obciążalności 10 kiloamperów na napięcie 15-110 kilowoltów (1955)[5]
  - I stopnia
- nagroda Ministra Szkolnictwa Wyższego i Techniki
- nagroda Rektora Politechniki Warszawskiej (pięciokrotnie)

Źródło:.